# Monsta X
Monsta X (auch MONSTA X; Hangeul: 몬스타엑스, McCune-Reischauer: Monsŭt'aeksŭ) ist eine südkoreanische Boygroup der dritten K-Pop-Generation, bestehend aus sechs (ehemals sieben) Mitgliedern, die 2015 von Starship Entertainment gegründet wurde.

## Geschichte
Die Gruppe wurde durch die Ausscheidungsshow No.Mercy zusammengestellt, welche im Dezember 2014 von Starship Entertainment und Mnet in Auftrag gegeben wurde.
Der Gruppenname „Monsta X“ geht auf eine doppelte Bedeutung von „Monster erobern die K-Pop-Szene“ und „Mein Stern“ (Mon französisch für „Mein“) zurück. Das X steht sinnbildlich für die unbekannte Existenz dessen.
Die Band gab ihr Debüt mit der Veröffentlichung ihres ersten Extended Plays, Trespass, am 14. Mai 2015. Dieses besteht sieben verschiedenen Tracks, wobei Joohoney am meisten an der Produktion des Albums war und mehrere komponierte Songs, darunter „One Love“, „Steal Your Heart“ und „Blue Moon“. Kihyun und Wonho haben Songtexte für das Album geschrieben. Am 1. September veröffentlichten sie ihr zweites EP Rush. 
Das dritte EP Monsta X The Clan Pt. 1 Lost wurde am 18. Mai 2016 mit dem Titeltrack „All In“ veröffentlicht. Am 16. und 17. Juli gab Monsta X ihr erstes Solokonzert, welches innerhalb von fünf Minuten völlig ausverkauft war. Das vierte EP bildete den zweiten Teil der Clan-Reihe und trug den Titel The Clan Pt. 2 Guilty. Es wurde am 4. Oktober veröffentlicht. Die EP enthält sechs Tracks, darunter den Titeltrack „Fighter“.
Im März 2017 veröffentlichten Monsta X ihr erstes Studioalbum und gleichzeitig den letzten Teil der Clan-Reihe mit dem Titel The Clan Pt. 2.5: the Final Chapter und mit dem Titeltrack „Beautiful“. Am 17. Mai debütierte Monsta X in Japan unter dem neuen Label Mercury Records Tokyo von Universal Music mit ihrem ersten japanischen Song „Hero“ und einer weiteren japanischen Version des zuvor veröffentlichten koreanischen Tracks „Stuck“. Am 23. August erschien ihre zweite japanische Single „Beautiful“. Am 7. November erschien das fünfte EP mit dem Titel The Code und dem Titelsong „Dramarama“.
Am 25. April 2018 veröffentlichten Monsta X ihr erstes japanisches Album Piece mit dem Titeltrack „Puzzle“, welches die Originaltitel der vorherigen japanischen Einzelalben und vier weitere Songs enthielt. Am 7. Oktober kündigte Monsta X ihr zweites vollständiges Album mit dem Titel Take.1 Are You There? an. Der Titeltrack „Shoot Out“ wurde am 22. Oktober veröffentlicht.
Am 20. Januar 2019 kündigte Monsta X ein Comeback im Februar mit ihrem dritten Studioalbum Take.2 We Are Here „Alligator“ an. Im Februar hatte Monsta X bekannt gegeben, dass Jooheons Künstlername von nun an Joohoney lauten wird.
Am 31. Oktober 2019 wurde bekanntgegeben, dass Wonho die Gruppe verlässt.

## Diskografie
Studioalben

| Jahr             | Titel Musiklabel                                           | Höchstplatzierung, Gesamtwochen, AuszeichnungChartplatzierungen (Jahr, Titel, Musiklabel, Platzierungen, Wochen, Auszeichnungen, Anmerkungen) | Höchstplatzierung, Gesamtwochen, AuszeichnungChartplatzierungen (Jahr, Titel, Musiklabel, Platzierungen, Wochen, Auszeichnungen, Anmerkungen) | Höchstplatzierung, Gesamtwochen, AuszeichnungChartplatzierungen (Jahr, Titel, Musiklabel, Platzierungen, Wochen, Auszeichnungen, Anmerkungen) | Höchstplatzierung, Gesamtwochen, AuszeichnungChartplatzierungen (Jahr, Titel, Musiklabel, Platzierungen, Wochen, Auszeichnungen, Anmerkungen) | Höchstplatzierung, Gesamtwochen, AuszeichnungChartplatzierungen (Jahr, Titel, Musiklabel, Platzierungen, Wochen, Auszeichnungen, Anmerkungen) | Anmerkungen                                                |
| Jahr             | Titel Musiklabel                                           | KR | JP | DE | CH | US | Anmerkungen                                                |
| ---------------- | ---------------------------------------------------------- | --- | --- | --- | --- | --- | ---------------------------------------------------------- |
| 2017             | The Clan Pt. 2.5 Beautiful Starship Entertainment, Kakao M | KR2 (78 Wo.)KR | JP38 (2 Wo.)JP | — | — | — | Erstveröffentlichung: 21. März 2017                        |
| 2017             | Shine Forever a Starship Entertainment, Kakao M            | KR1 (52 Wo.)KR | — | — | — | — | Erstveröffentlichung: 19. Juni 2017                        |
| 2018             | Take.1: Are You There? Starship Entertainment, Kakao M     | KR1 Platin · (12 Wo.)KR | JP7 (2 Wo.)JP | — | — | — | Erstveröffentlichung: 22. Oktober 2018 Verkäufe: + 250.000 |
| 2019             | Take.2: We Are Here Starship Entertainment, Kakao M        | KR1 Platin · (23 Wo.)KR | JP9 (2 Wo.)JP | — | — | — | Erstveröffentlichung: 18. Februar 2019 Verkäufe: + 250.000 |
| 2020             | Fatal Love Starship Entertainment, Kakao M                 | KR1 Platin · (11 Wo.)KR | JP15 (3 Wo.)JP | — | — | — | Erstveröffentlichung: 2. November 2020 Verkäufe: + 250.000 |
| Japanische Alben |                                                            | | | | | |                                                            |
|                  |                                                            | | | | | |                                                            |
| 2018             | Piece Universal Music Japan                                | — | JP3 (6 Wo.)JP | — | — | — | Erstveröffentlichung: 24. April 2018                       |
| 2019             | Phenomenon Universal Music Japan                           | — | JP2 (4 Wo.)JP | — | — | — | Erstveröffentlichung: 21. August 2019                      |
| 2021             | Flavors of Love Universal Music Japan                      | — | JP2 (2 Wo.)JP | — | — | — | Erstveröffentlichung: 5. Mai 2021                          |
| Englische Alben  |                                                            | | | | | |                                                            |
|                  |                                                            | | | | | |                                                            |
| 2020             | All About Luv Epic                                         | — | JP18 (3 Wo.)JP | — | CH36 (4 Wo.)CH | US5 (2 Wo.)US | Erstveröffentlichung: 14. Februar 2020                     |
| 2021             | The Dreaming Epic                                          | — | — | DE63 (1 Wo.)DE | CH50 (… Wo.)CH | US21 (2 Wo.)US | Erstveröffentlichung: 10. Dezember 2021                    |

## Tourneen
- 2016–2017: X-Clan Origins
- 2017: Beautiful
- 2018: Piece (Tournee in Japan)
- 2018: The Connect
- 2019: We Are Here

## Filmografie
- 2015: The Producers
- 2015: High-End Crush
- 2016: Good Evening, Teacher
- 2017: Hit the Top
- 2019: We Bare Bears[16]
- 2021: Monsta X: The Dreaming